# Milt Kahl
Milton Erwin Kahl, también conocido como Milt Kahl (22 de marzo de 1909, California, Estados Unidos - 19 de abril de 1987, Mill Valley, Estados Unidos) fue uno de los Nueve Ancianos de Disney. 
Se le considera el más brillante dibujante de todos los animadores de Disney. A menudo se encargó de mejorar los bocetos de personajes de Bill Peet, realizados a partir de ideas de Ken Anderson (animador). 
Durante mucho tiempo se encargó del aspecto visual de los personajes de las películas Disney. Su estilo estaba inspirado por Ronald Searle y Picasso. Es reverenciado por muchos otros autores contemporáneos de animación como Andreas Deja y Brad Bird. En el libro "The Animator's Survival Kit" el autor Richard Williams hace continuas referencias a Milt Kahl.

## Biografía
Kahl nació en San Francisco, California, de Erwin y Grace Kahl. Tuvo tres hermanas menores, Dorothy, Marion, and Gladys. A menudo refinaba bocetos de Bill Peet, incorporando ideas de Ken Anderson. Kahl fue el diseñador de la apariencia final de muchos personajes en películas de Disney, en su propio estilo angular inspirado por Ronald Searle y Picasso. Es ampliamente reconocido por los maestros contemporáneos de la animación, incluyendo a Andreas Deja y a Brad Bird, quien fue su protegido en Disney al principio de la década de 1970. En la presentación detrás de cámaras "Fine Food and Film" incluida en el DVD de la película  Ratatouille, Bird se refirió a Kahl como "tosco". pero de forma amable, ya que a menudo le daba consejos a Bird acerca de cómo podía mejorar en sus técnicas de animación. Bird también repitió esta afirmación en el documental "The Giant's Dream" incluido en el Blu-Ray de El gigante de hierro. 
En el libro The Animator's Survival Kit (lit. "El Equipo de Supervivencia del Animador"), el autor Richard Williams menciona varias referencias y anécdotas relacionadas con Kahl, con quien entabló amistad durante sus primeros años en la industria de la animación. El centenario del nacimiento de Kahl fue honrado con un premio de la Academia de Artes y Ciencias Cinematográficas el 27 de abril de 2009 con un tributo titulado "Milt Kahl: The Animation Michelangelo" (lit. "Milt Kahl: el Miguel Ángel de la Animación") mismo evento en el que Brad Bird asistió como panelista.
El 19 de abril de 1987, Kahl murió de neumonía a la edad de 78 años en Mill Valley, California.

## Personajes animados por Milt Kahl
- Blancanieves y los siete enanitos: Los animales del bosque
- Pinocho: Pinocho, y más tarde Pinocho como un niño real
- Saludos Amigos: Llama
- Cenicienta: El hada madrina, el Rey, el Gran Duque
- Peter Pan: Peter Pan
- La dama y el vagabundo: Golfo
- La bella durmiente: Príncipe Felipe
- Merlín el encantador - Merlín, el encantador: Sir Héctor, Sir Kay
- Lo mejor de Winnie the Pooh: Tigger
- El libro de la selva: Shere Khan.
- Robin Hood: el Sheriff de Nottingham
- Los Rescatadores - Bernardo y Bianca: Madame Medusa y Mr. Snoops